# John Martin (pittore)
John Martin (Haydon Bridge, 19 luglio 1789 – Isola di Man, 17 febbraio 1854) è stato un pittore, incisore e illustratore inglese.
Già molto popolare quando era in vita, da pittore romantico si distinse per i suoi ritratti paesaggistici caratterizzati da soggetti variegati in cui compaiono esseri umani inseriti in paesaggi e atmosfere maestose, dominate da forti accentuazioni di colore e tempeste maestose.

## Biografia

### Gli inizi
John Martin nacque ad Haydon Bridge, nel Northumberland, il 19 luglio 1789.
Svolse il suo apprendistato a Newcastle, studiando e copiando incisioni di opere di artisti celebri, come Claude Lorrain e Salvator Rosa. Il suo primo maestro fu il pittore italiano Bonifacio Musso. Nel 1806 si trasferì a Londra, dove si sposò nel 1818 e si mantenne dando lezioni di disegno. Suoi dipinti furono accolti dalla Royal Academy of Arts a partire dal 1812. Negli anni giovanili approfondì gli studi d'architettura e di prospettiva, realizzò acquerelli e dipinse su porcellana e su vetro.

### Artista emergente
Negli anni successivi riuscì ad imporsi all'attenzione del pubblico, con tele di ampie dimensioni e che avevano come soggetto episodi biblici o mitici, oppure vedute immaginarie - con impetuosi fenomeni naturali - ispirate ai più turbinosi paesaggi di William Turner.
Nel 1812 ultimò il dipinto Sadak in cerca delle acque dell'oblio (soprannominato "il più famoso dei dipinti romantici inglesi"), il primo nel quale si inizia a delineare il suo stile che lo renderà famoso, connotato di drammaticità, atmosfere rese attraverso una scelta di colori in modo da imporre un contrasto importante tra le varie parti delle scene, luci e ombre giustapposte e luoghi tempestosi.
Gravi lutti seguirono nella sua famiglia subito dopo, ma il patrocinio di William Manning, parlamentare e già governatore della Banca d'Inghilterra, lo aiutò a superare il momento particolarmente difficile e, anzi, a sviluppare ancor di più il suo stile caratteristico.

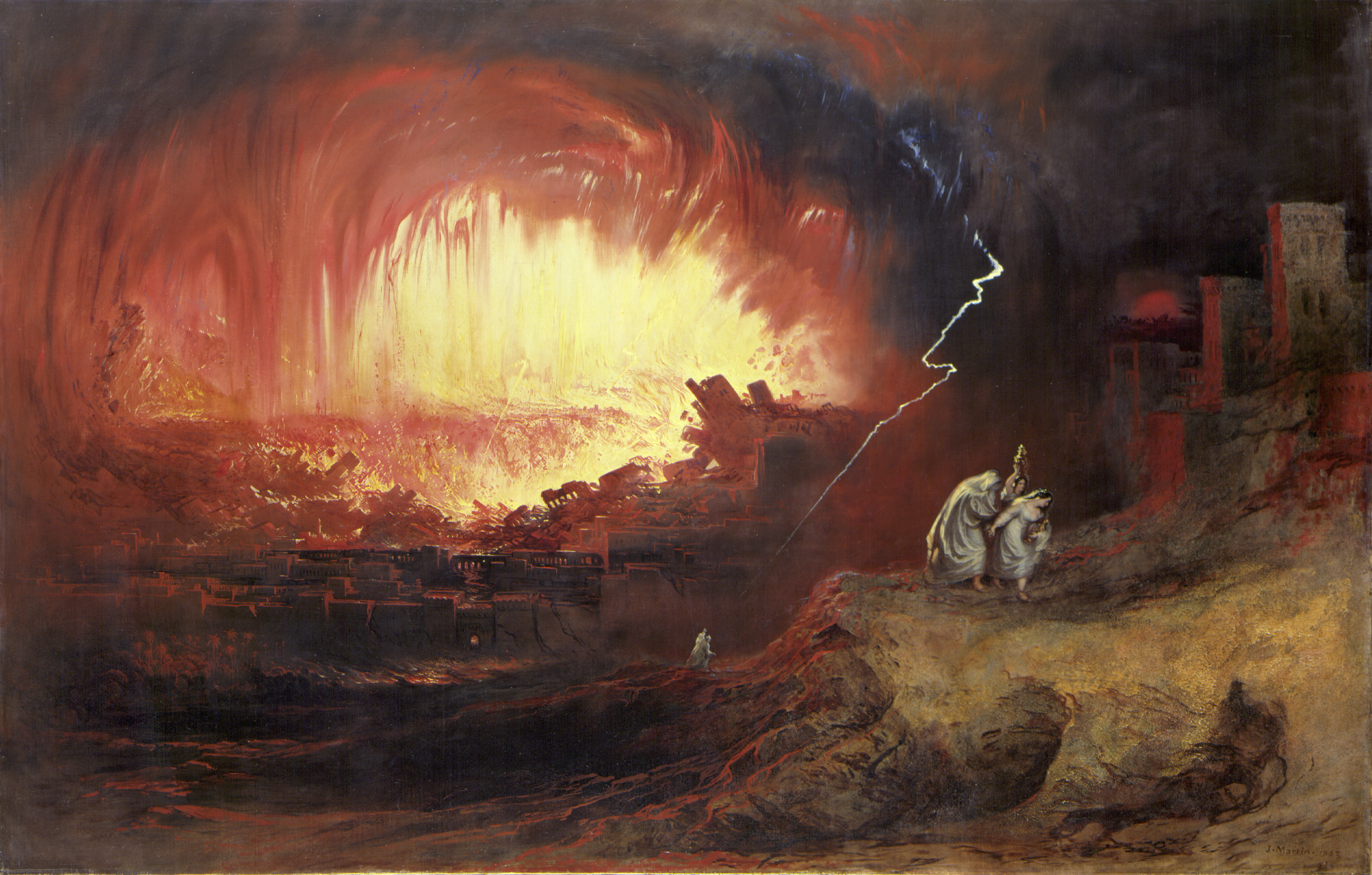
John Martin, Distruzione di Sodoma e Gomorra (1852).

### Il successo
Nel 1821 presentò la tela Festino di Baldassarre, l'opera che lo consacrò definitivamente. La sua esperienza artistica - basata sul solido fondamento di studi sulla pittura classica - si colloca nella sfera di una pittura, romantica e visionaria, grandiosa e immaginaria, che all'epoca aveva contagiato e acceso di forti tinte le tele di alcuni pittori, soprattutto in Germania.
Fu grazie alla vendita di opere, con scenari fantasiosi e a volte inquietanti, che Martin ottenne una certa tranquillità economica. Più che per i suoi dipinti, John Martin acquisì fama per le sue incisioni, influenzate dalla corrente estetica kantiana del sublime.
Nel 1823 gli fu commissionata l'illustrazione del Paradiso perduto del poeta John Milton, dove Martin inizia a sperimentare la maniera nera. Incoraggiato da questa sua impresa, fra il 1831 e il 1835 Martin pubblicò diverse illustrazioni, con soggetto episodi dell'Antico Testamento. Grazie a queste incisioni la sua fama superò i confini dell'Inghilterra e la sua arte fu particolarmente apprezzata negli ambienti romantici francesi.
Dal 1828 circa, però, la sua passione per i diorami, alcune vicende familiari e altri lutti, lo portarono alla depressione, che raggiunse il suo picco nel 1838, oltre a molte critiche da parte dei critici dell'epoca. In questo periodo si occupò di progetti per il miglioramento urbanistico di Londra, con particolare attenzione ai sistemi portuali, idrici e fognari, che in buona parte anticiparono i progetti di Joseph Bazalgette. Particolare attenzione da parte sua fu dedicata all'ideazione di appositi argini per il Tamigi.
Dal 1839 cominciò a riprendersi e a dedicarsi nuovamente alla pittura, dedicandosi a dipinti a tema biblico, tra cui spicca la Distruzione di Sodoma e Gomorra del 1852 e il suo capolavoro finale, il trittico del Giudizio universale, completato nel 1853 appena prima che un infarto gli paralizzasse la parte destra del suo corpo.
Martin non si riprese più da quell'infarto e morì il 17 febbraio 1854 all'Isola di Man. Il suo Paradiso perduto è in mostra al Louvre, a Parigi.

## Stile e studi
Da giovane passava il tempo con piacere a studiare l'architettura e la prospettiva.
Fu un caratteristico pittore romantico, come il suo coevo William Turner.
Egli riuscì in particolare, mediante l'effetto del chiaro-scuro, a creare atmosfere apocalittiche, tempestose, fantascientifiche e imponenti, pur prestando molta attenzione ai fenomeni meteorologici.
Nei suoi quadri tempestosi riuscì a inserire e a rendere caratteristici quella che sarebbe stata una sua "firma": i fulmini. Dipinti attraverso una pennellata di bianco a zig zag che solitamente partono dal centro della tempesta, essi vanno a colpire con un leggero scintillio una precisa zona di ogni scena.

## Vita privata
In privato Martin era un uomo passionale, un devoto cristiano, appassionato di scacchi e di scherma (come i suoi fratelli). Fu rispettato dalle corti reali dell'epoca: divenne addirittura il pittore personale di colui che sarebbe diventato il primo re del Belgio, Leopoldo I, che fu anche il padrino del figlio di Martin stesso.
Fu difensore del deismo, dell'evoluzionismo e del razionalismo: frequentò piacevolmente Charles Dickens, Michael Faraday e William Turner.